# Ljuboslav Penev
Ljuboslav Mladenov Penev (in bulgaro Любослав Младенов Пенев?; Sofia, 31 agosto 1966) è un allenatore di calcio ed ex calciatore bulgaro, di ruolo attaccante.

## Carriera

### Giocatore

#### Club
Nipote di Dimităr Penev, Penev ha esordito nel CSKA Sofia a 18 anni nel 1984. Con il CSKA Penev ha vinto 2 campionati bulgari (1988 e 1989) e 4 Coppe di Bulgaria (1985, 1987, 1988 e 1989). Nel 1988 fu votato come calciatore bulgaro dell'anno.
Nel 1989, dopo aver dimostrato il suo valore nel campionato bulgaro, fece un passo importante per la sua carriera trasferendosi nella Primera División. In Spagna Penev giocò per quattro differenti club: Valencia, Atlético Madrid, Compostela e Celta Vigo. La sua migliore stagione in terra iberica fu sicuramente quella del 1995-1996, quando con l'Atlético Madrid conquistò la Primera División e la Coppa del Re. Penev fu il giocatore più presente in entrambe le competizioni e concluse la stagione con 22 gol in 44 partite.

#### Nazionale
Penev ha rappresentato la Bulgaria nell'Europeo 1996 e nel Mondiale 1998. Non ha partecipato al Mondiale 1994 poiché gli fu diagnosticato un tumore ai testicoli.

### Allenatore
Da marzo 2009 è l'allenatore del CSKA Sofia, ma il 6 novembre 2009 si dimette per protesta contro il club che aveva annullato la sua decisione di sospendere quattro giocatori per aver fatto tardi in discoteca. Penev ha lasciato l'incarico al rientro da Basilea, dove la sconfitta per 3-1 è costata l'eliminazione dall'Europa League. Nel 2010-2011 è chiamato a sostituire Angel Červenkov sulla panchina del Liteks Loveč con cui vince il campionato bulgaro.
Dal 2 novembre 2011 al 20 novembre 2014 è il commissario tecnico della Bulgaria al posto dell'esonerato Lothar Matthäus. Il 28 aprile 2015 è stato ingaggiato come allenatore del CSKA Sofia. Dopo una parentesi nel 2017-2018 come tecnico del Valencia Mestalla, l'8 febbraio 2019 torna al CSKA Sofia dopo l'esonero di El Maestro.

## Statistiche

### Cronologia presenze e reti in nazionale
| Cronologia completa delle presenze e delle reti in nazionale ― Bulgaria | Cronologia completa delle presenze e delle reti in nazionale ― Bulgaria | Cronologia completa delle presenze e delle reti in nazionale ― Bulgaria | Cronologia completa delle presenze e delle reti in nazionale ― Bulgaria | Cronologia completa delle presenze e delle reti in nazionale ― Bulgaria | Cronologia completa delle presenze e delle reti in nazionale ― Bulgaria | Cronologia completa delle presenze e delle reti in nazionale ― Bulgaria | Cronologia completa delle presenze e delle reti in nazionale ― Bulgaria |
| Data                                                                    | Città                                                                   | In casa                                                                 | Risultato                                                               | Ospiti                                                                  | Competizione                                                            | Reti                                                                    | Note                                                                    |
| ----------------------------------------------------------------------- | ----------------------------------------------------------------------- | ----------------------------------------------------------------------- | ----------------------------------------------------------------------- | ----------------------------------------------------------------------- | ----------------------------------------------------------------------- | ----------------------------------------------------------------------- | ----------------------------------------------------------------------- |
| 20-5-1987                                                               | Sofia                                                                   | Bulgaria                                                                | 3 – 0                                                                   | Lussemburgo                                                             | Qual. Euro 1988                                                         | -                                                                       | 64’                                                                     |
| 11-11-1987                                                              | Sofia                                                                   | Bulgaria                                                                | 0 – 1                                                                   | Scozia                                                                  | Qual. Euro 1988                                                         | -                                                                       | 88’                                                                     |
| 21-1-1988                                                               | Doha                                                                    | Qatar                                                                   | 2 – 3                                                                   | Bulgaria                                                                | Amichevole                                                              | -                                                                       | 85’                                                                     |
| 23-1-1988                                                               | Dubai                                                                   | Emirati Arabi Uniti                                                     | 0 – 3                                                                   | Bulgaria                                                                | Amichevole                                                              | -                                                                       |                                                                         |
| 29-1-1988                                                               | Il Cairo                                                                | Egitto                                                                  | 1 – 0                                                                   | Bulgaria                                                                | Amichevole                                                              | -                                                                       |                                                                         |
| 23-3-1988                                                               | Sofia                                                                   | Bulgaria                                                                | 2 – 0                                                                   | Cecoslovacchia                                                          | Amichevole                                                              | 1                                                                       |                                                                         |
| 13-4-1988                                                               | Burgas                                                                  | Bulgaria                                                                | 1 – 1                                                                   | Germania Est                                                            | Amichevole                                                              | -                                                                       |                                                                         |
| 24-5-1988                                                               | Utrecht                                                                 | Paesi Bassi                                                             | 1 – 2                                                                   | Bulgaria                                                                | Amichevole                                                              | 1                                                                       |                                                                         |
| 4-8-1988                                                                | Vaasa                                                                   | Finlandia                                                               | 1 – 1                                                                   | Bulgaria                                                                | Amichevole                                                              | -                                                                       | 65’                                                                     |
| 7-8-1988                                                                | Reykjavík                                                               | Islanda                                                                 | 2 – 3                                                                   | Bulgaria                                                                | Amichevole                                                              | 1                                                                       |                                                                         |
| 9-8-1988                                                                | Oslo                                                                    | Norvegia                                                                | 1 – 1                                                                   | Bulgaria                                                                | Amichevole                                                              | -                                                                       | 60’                                                                     |
| 24-8-1988                                                               | Białystok                                                               | Polonia                                                                 | 3 – 2                                                                   | Bulgaria                                                                | Amichevole                                                              | 1                                                                       |                                                                         |
| 21-9-1988                                                               | Sofia                                                                   | Bulgaria                                                                | 2 – 2                                                                   | Unione Sovietica                                                        | Amichevole                                                              | 1                                                                       |                                                                         |
| 19-10-1988                                                              | Sofia                                                                   | Bulgaria                                                                | 1 – 3                                                                   | Romania                                                                 | Qual. Mondiali 1990                                                     | -                                                                       |                                                                         |
| 2-11-1988                                                               | Copenaghen                                                              | Danimarca                                                               | 1 – 1                                                                   | Bulgaria                                                                | Qual. Mondiali 1990                                                     | -                                                                       | 72’                                                                     |
| 24-12-1988                                                              | Sharjah                                                                 | Emirati Arabi Uniti                                                     | 0 – 1                                                                   | Bulgaria                                                                | Amichevole                                                              | -                                                                       | 75’                                                                     |
| 21-2-1989                                                               | Sofia                                                                   | Bulgaria                                                                | 1 – 2                                                                   | Unione Sovietica                                                        | Amichevole                                                              | -                                                                       | Ammonizione                                                             |
| 22-3-1989                                                               | Sofia                                                                   | Bulgaria                                                                | 1 – 2                                                                   | Germania Est                                                            | Amichevole                                                              | -                                                                       |                                                                         |
| 20-9-1989                                                               | Cesena                                                                  | Italia                                                                  | 4 – 0                                                                   | Bulgaria                                                                | Amichevole                                                              | -                                                                       |                                                                         |
| 11-10-1989                                                              | Varna                                                                   | Bulgaria                                                                | 4 – 0                                                                   | Grecia                                                                  | Qual. Mondiali 1990                                                     | -                                                                       | 63’                                                                     |
| 14-11-1990                                                              | Sofia                                                                   | Bulgaria                                                                | 1 – 1                                                                   | Scozia                                                                  | Qual. Euro 1992                                                         | -                                                                       |                                                                         |
| 27-3-1991                                                               | Glasgow                                                                 | Scozia                                                                  | 1 – 1                                                                   | Bulgaria                                                                | Qual. Euro 1992                                                         | -                                                                       |                                                                         |
| 1-5-1991                                                                | Sofia                                                                   | Bulgaria                                                                | 2 – 3                                                                   | Svizzera                                                                | Qual. Euro 1992                                                         | -                                                                       | 68’                                                                     |
| 22-5-1991                                                               | Serravalle                                                              | San Marino                                                              | 0 – 3                                                                   | Bulgaria                                                                | Qual. Euro 1992                                                         | 1                                                                       |                                                                         |
| 25-9-1991                                                               | Sofia                                                                   | Bulgaria                                                                | 2 – 1                                                                   | Italia                                                                  | Amichevole                                                              | -                                                                       | 11’                                                                     |
| 16-10-1991                                                              | Sofia                                                                   | Bulgaria                                                                | 4 – 0                                                                   | San Marino                                                              | Qual. Euro 1992                                                         | 1                                                                       |                                                                         |
| 20-11-1991                                                              | Sofia                                                                   | Bulgaria                                                                | 1 – 1                                                                   | Romania                                                                 | Qual. Euro 1992                                                         | -                                                                       |                                                                         |
| 28-4-1992                                                               | Berna                                                                   | Svizzera                                                                | 0 – 2                                                                   | Bulgaria                                                                | Amichevole                                                              | -                                                                       | 46’                                                                     |
| 14-5-1992                                                               | Helsinki                                                                | Finlandia                                                               | 0 – 3                                                                   | Bulgaria                                                                | Qual. Mondiali 1994                                                     | -                                                                       | 80’                                                                     |
| 9-9-1992                                                                | Sofia                                                                   | Bulgaria                                                                | 2 – 0                                                                   | Francia                                                                 | Qual. Mondiali 1994                                                     | -                                                                       | 78’                                                                     |
| 7-10-1992                                                               | Solna                                                                   | Svezia                                                                  | 2 – 0                                                                   | Bulgaria                                                                | Qual. Mondiali 1994                                                     | -                                                                       |                                                                         |
| 11-11-1992                                                              | Saint-Ouen                                                              | Portogallo                                                              | 2 – 1                                                                   | Bulgaria                                                                | Amichevole                                                              | -                                                                       |                                                                         |
| 2-12-1992                                                               | Tel Aviv                                                                | Israele                                                                 | 0 – 3                                                                   | Bulgaria                                                                | Qual. Mondiali 1994                                                     | 1                                                                       | 32’                                                                     |
| 14-4-1993                                                               | Vienna                                                                  | Austria                                                                 | 3 – 1                                                                   | Bulgaria                                                                | Qual. Mondiali 1994                                                     | -                                                                       |                                                                         |
| 28-4-1993                                                               | Sofia                                                                   | Bulgaria                                                                | 2 – 0                                                                   | Finlandia                                                               | Qual. Mondiali 1994                                                     | -                                                                       |                                                                         |
| 12-5-1993                                                               | Sofia                                                                   | Bulgaria                                                                | 2 – 2                                                                   | Israele                                                                 | Qual. Mondiali 1994                                                     | -                                                                       | 36’                                                                     |
| 13-10-1993                                                              | Sofia                                                                   | Bulgaria                                                                | 4 – 1                                                                   | Austria                                                                 | Qual. Mondiali 1994                                                     | 2                                                                       |                                                                         |
| 17-11-1993                                                              | Parigi                                                                  | Francia                                                                 | 1 – 2                                                                   | Bulgaria                                                                | Qual. Mondiali 1994                                                     | -                                                                       | 52’                                                                     |
| 12-10-1994                                                              | Sofia                                                                   | Bulgaria                                                                | 2 – 0                                                                   | Georgia                                                                 | Qual. Euro 1996                                                         | -                                                                       | 69’                                                                     |
| 16-11-1994                                                              | Sofia                                                                   | Bulgaria                                                                | 4 – 1                                                                   | Moldavia                                                                | Qual. Euro 1996                                                         | -                                                                       | 79’                                                                     |
| 14-12-1994                                                              | Cardiff                                                                 | Galles                                                                  | 0 – 3                                                                   | Bulgaria                                                                | Qual. Euro 1996                                                         | -                                                                       | 74’                                                                     |
| 29-3-1995                                                               | Sofia                                                                   | Bulgaria                                                                | 3 – 1                                                                   | Galles                                                                  | Qual. Euro 1996                                                         | 2                                                                       | 82’                                                                     |
| 26-4-1995                                                               | Chișinău                                                                | Moldavia                                                                | 0 – 3                                                                   | Bulgaria                                                                | Qual. Euro 1996                                                         | -                                                                       |                                                                         |
| 7-6-1995                                                                | Sofia                                                                   | Bulgaria                                                                | 3 – 2                                                                   | Germania                                                                | Qual. Euro 1996                                                         | -                                                                       |                                                                         |
| 6-9-1995                                                                | Tirana                                                                  | Albania                                                                 | 1 – 1                                                                   | Bulgaria                                                                | Qual. Euro 1996                                                         | -                                                                       | 76’                                                                     |
| 7-10-1995                                                               | Sofia                                                                   | Bulgaria                                                                | 3 – 0                                                                   | Albania                                                                 | Qual. Euro 1996                                                         | -                                                                       |                                                                         |
| 11-10-1995                                                              | Tbilisi                                                                 | Georgia                                                                 | 2 – 1                                                                   | Bulgaria                                                                | Qual. Euro 1996                                                         | -                                                                       |                                                                         |
| 15-11-1995                                                              | Berlino                                                                 | Germania                                                                | 3 – 1                                                                   | Bulgaria                                                                | Qual. Euro 1996                                                         | -                                                                       | 78’                                                                     |
| 27-3-1996                                                               | Londra                                                                  | Inghilterra                                                             | 1 – 0                                                                   | Bulgaria                                                                | Amichevole                                                              | -                                                                       | 85’                                                                     |
| 9-6-1996                                                                | Leeds                                                                   | Spagna                                                                  | 1 – 1                                                                   | Bulgaria                                                                | Euro 1996 - 1º turno                                                    | -                                                                       | 76’                                                                     |
| 13-6-1996                                                               | Newcastle                                                               | Bulgaria                                                                | 1 – 0                                                                   | Romania                                                                 | Euro 1996 - 1º turno                                                    | -                                                                       | 72’                                                                     |
| 18-6-1996                                                               | Newcastle                                                               | Francia                                                                 | 3 – 1                                                                   | Bulgaria                                                                | Euro 1996 - 1º turno                                                    | -                                                                       |                                                                         |
| 8-6-1997                                                                | Burgas                                                                  | Bulgaria                                                                | 4 – 0                                                                   | Lussemburgo                                                             | Qual. Mondiali 1998                                                     | -                                                                       | 67’                                                                     |
| 20-8-1997                                                               | Sofia                                                                   | Bulgaria                                                                | 1 – 0                                                                   | Israele                                                                 | Qual. Mondiali 1998                                                     | 1                                                                       | 46’                                                                     |
| 10-9-1997                                                               | Sofia                                                                   | Bulgaria                                                                | 1 – 0                                                                   | Russia                                                                  | Qual. Mondiali 1998                                                     | -                                                                       |                                                                         |
| 11-10-1997                                                              | Mosca                                                                   | Russia                                                                  | 4 – 2                                                                   | Bulgaria                                                                | Qual. Mondiali 1998                                                     | -                                                                       |                                                                         |
| 10-3-1998                                                               | Buenos Aires                                                            | Argentina                                                               | 2 – 0                                                                   | Bulgaria                                                                | Amichevole                                                              | -                                                                       |                                                                         |
| 25-3-1998                                                               | Skopje                                                                  | Macedonia                                                               | 1 – 0                                                                   | Bulgaria                                                                | Amichevole                                                              | -                                                                       |                                                                         |
| 22-4-1998                                                               | Sofia                                                                   | Bulgaria                                                                | 2 – 1                                                                   | Marocco                                                                 | Amichevole                                                              | 1                                                                       | cap. 79’                                                                |
| 12-6-1998                                                               | Montpellier                                                             | Bulgaria                                                                | 0 – 0                                                                   | Paraguay                                                                | Mondiali 1998 - 1º turno                                                | -                                                                       | 68’                                                                     |
| 19-6-1998                                                               | Parigi                                                                  | Nigeria                                                                 | 1 – 0                                                                   | Bulgaria                                                                | Mondiali 1998 - 1º turno                                                | -                                                                       | 66’                                                                     |
| 24-6-1998                                                               | Lione                                                                   | Spagna                                                                  | 6 – 1                                                                   | Bulgaria                                                                | Mondiali 1998 - 1º turno                                                | -                                                                       | 29’ 45’                                                                 |
| Totale                                                                  |                                                                         | Presenze                                                                | 62                                                                      |                                                                         | Reti                                                                    | 14                                                                      |                                                                         |

## Palmarès

### Giocatore

#### Club
- Campionato bulgaro: 2

CSKA Sofia: 1986-1987, 1988-1989
- Coppa di Bulgaria: 4

CSKA Sofia: 1984-1985, 1986-1987, 1987-1988, 1988-1989
- Campionato spagnolo: 1

Atlético Madrid: 1995-1996
- Coppa di Spagna: 1

Atlético Madrid: 1995-1996

#### Individuale
- Calciatore bulgaro dell'anno: 1

1988

### Allenatore
- Campionato bulgaro: 1

Liteks Loveč: 2010/2011
- Coppa di Bulgaria: 1

CSKA Sofia: 2020-2021